# Carol Rodríguez i Colás
Carol Rodríguez i Colás (Cornellà de Llobregat, 1982) és una fotoperiodista i directora de cinema catalana.

## Trajectòria
Després de realitzar diversos curtmetratges autofinançats i codirigir la comèdia de situació Bany compartit (TVE, 2019), el seu primer llargmetratge va ser la comèdia dramàtica Chavalas de l'any 2021, protagonitzada per les actrius Vicky Luengo, Elisabet Casanovas, Carolina Yuste i Ángela Cervantes, i amb el guió escrit per la seva germana Marina Rodríguez, amb qui ja havia fet equip en diversos curtmetratges. Chavalas fou mereixedora de la Bisnaga de Plata-Premi del Públic del Festival de Màlaga i del Premi Asecan a la millor òpera prima.
El seu segon llargmetratge tractarà sobre tres adolescents d'extraradi que fan un viatge a un barri benestant de la ciutat i de com és el trajecte per a elles, a la manera de La Haine (Mathieu Kassovitz, 1995).

## Filmografia
- Chavalas (llargmetratge, 2021)
- Bany compartit (sèrie de televisió, 2019)
- La vella lluita (curtmetratge produït per Alba Sotorra, 2019)
- Superchavalas (curtmetratge, 2017)
- Breve encuentro (curtmetratge, 2016)
- Dansació (curtmetratge, 2015)
- Vella Rosario (curtmetratge, 2015)
- Raval, pla de fugida (documental, 2012)
- Una comedia romántica (curtmetratge, 2012)
- No soc prou (videoclip del grup Le Petit Ramon, 2011)